# Selección de fútbol sub-20 de Venezuela
La selección de fútbol sub-20 de Venezuela es el equipo representativo del país en las competiciones oficiales de fútbol de su categoría. Su organización está a cargo de la Federación Venezolana de Fútbol, la cual es miembro de la Confederación Sudamericana de Fútbol y de la FIFA.
La selección de fútbol sub-20 de Venezuela participa cada dos años en el Campeonato Sudamericano de Fútbol Sub-20, clasificatorio para la Copa Mundial de la categoría, torneo internacional en el cual ha participado en dos ocasiones: 2009 y 2017. Su mejor participación en un Sudamericano Sub-20 ha sido en las ediciones de 1954 y 2017 cuando alcanzó el tercer lugar, mientras que su mejor participación en una Copa Mundial ha sido el subcampeonato en la edición de 2017.

## Historia
En 1954, Venezuela organizó el primer Campeonato Sudamericano Juvenil. El 7 de noviembre de 1953, la Federación Venezolana de Fútbol propuso la realización del Campeonato Interamericano Juvenil a través de los directivos Fermín Huizi Cordero y Pedro Cabello Gibbs. El certamen se concretó durante la décima Conferencia Interamericana de Cancilleres que se realizó en Caracas. Así fue como la selección sub-20 inició su primera participación oficial, clasificando a la fase final directamente por ser el país organizador, y debutando ante Brasil, con el que caería 2:0. En esta edición alcanzaría el tercer lugar —su mejor participación histórica—.
Venezuela estuvo participando ininterrumpidamente desde 1954 a 1974, ya que en 1975 no participó en la edición que se realizó en Perú. Volvería para la edición de 1977, donde además de ser el país organizador, fue la primera edición del campeonato que otorgaba pases a la recién creada Copa Mundial de Fútbol Juvenil de 1977 en Túnez. Ya para 1978 se empezó a disputar el fútbol en los Juegos Sudamericanos pero Venezuela no participó, perdiéndose así las ediciones de 1978 y 1982 —si participaría en la edición de 1986, pero volvería a faltar en 1990—. Igualmente, no participó en la edición de 1979 del Campeonato Sudamericano por problemas organizativos, tampoco lo hizo en 1987 al no presentarse, y tampoco en 1992 por razones desconocidas. 
Desde 1995, Venezuela acude ininterrumpidamente a disputar el Sudamericano Sub-20, consiguiendo algunos hitos, como la clasificación a la Copa Mundial de Fútbol Sub-20 de 2009 celebrada en Egipto, o el tercer lugar obtenido en el Campeonato Sudamericano de Fútbol Sub-20 de 2017 en Ecuador, lo que a la postre le dio el acceso a disputar la Copa Mundial de Fútbol Sub-20 de 2017 en Corea del Sur, donde alcanzó un histórico subcampeonato tras perder la final 0:1 ante Inglaterra. Venezuela fue la sorpresa del torneo al disputar por primera vez en su historia una final de un torneo FIFA y al vencer a selecciones con mayor trayectoria en el fútbol como Alemania, Japón, Estados Unidos y Uruguay.
En otros torneos, como los Juegos Centroamericanos y del Caribe, ha conseguido una vez la medalla de oro —1998, tras vencer 1:3 a México— y tres medallas de plata —2006, 2014 y 2018—. A su vez, no ha tenido actuaciones destacas en los Juegos Sudamericanos, ni en los Juegos Bolivarianos cuando han sido disputados por selecciones sub-20.

## Últimos partidos y próximos encuentros
Actualizado al último partido jugado el 9 de julio de 2025
| Fecha      | Ciudad           | Local          | Resultado | Visitante | Competición                                              |
| ---------- | ---------------- | -------------- | --------- | --------- | -------------------------------------------------------- |
| 16-10-2024 | Asunción         | Paraguay       | 1:1       | Venezuela | Partido amistoso                                         |
| 13-11-2024 | Ciudad de México | México         | 0:0       | Venezuela | Partido amistoso                                         |
| 19-11-2024 | Ciudad de México | Venezuela      | 0:3       | Japón     | Partido amistoso                                         |
| 18-12-2024 | Barranquilla     | Colombia       | 2:0       | Venezuela | Partido amistoso                                         |
| 21-12-2024 | Barranquilla     | Colombia       | 0:0       | Venezuela | Partido amistoso                                         |
| 23-01-2025 | Cabudare         | Venezuela      | 1:2       | Chile     | Campeonato Sudamericano Sub-20 2025                      |
| 25-01-2025 | Cabudare         | Venezuela      | 4:0       | Perú      | Campeonato Sudamericano Sub-20 2025                      |
| 29-01-2025 | Cabudare         | Venezuela      | 0:1       | Paraguay  | Campeonato Sudamericano Sub-20 2025                      |
| 31-01-2025 | Cabudare         | Venezuela      | 1:0       | Uruguay   | Campeonato Sudamericano Sub-20 2025                      |
| 20-07-2025 | La Alcudia       | Mauritania     | -:-       | Venezuela | Torneo Internacional de Fútbol Sub-20 de la Alcudia 2025 |
| 22-07-2025 | La Alcudia       | Uruguay        | -:-       | Venezuela | Torneo Internacional de Fútbol Sub-20 de la Alcudia 2025 |
| 24-07-2025 | La Alcudia       | Arabia Saudita | -:-       | Venezuela | Torneo Internacional de Fútbol Sub-20 de la Alcudia 2025 |

## Uniforme
- Uniforme titular: Camiseta vinotinto, pantalón vinotinto, medias vinotinto.
- Uniforme alternativo: Camiseta blanca, pantalón blanco, medias blancas.

## Jugadores
Jugadores convocados para disputar el Campeonato Sudamericano de Fútbol Sub-20 de 2023 en Colombia.
| N.º | Pos. | Jugador            | Fecha de nacimiento (edad)       | Apa. | Goles | Club                    |
| --- | ---- | ------------------ | -------------------------------- | ---- | ----- | ----------------------- |
|     | POR  | Frankarlos Benítez | 3 de mayo de 2004 (21 años)      | 1    | 0     | Caracas                 |
|     | POR  | Keiber Roa         | 22 de abril de 2003 (22 años)    | 0    | 0     | Universidad Central     |
|     | POR  | Samuel Rodríguez   | 5 de marzo de 2003 (22 años)     | 3    | 0     | Atlético de Madrid "B"  |
|     |      |                    |                                  |      |       |                         |
|     | DEF  | Alejandro Cova     | 19 de mayo de 2003 (22 años)     | 2    | 0     | Motril                  |
|     | DEF  | Santiago Gómez     | 18 de mayo de 2003 (22 años)     | 3    | 0     | Academia Puerto Cabello |
|     | DEF  | Carlos Rojas       | 23 de enero de 2004 (21 años)    | 1    | 0     | Deportivo La Guaira     |
|     | DEF  | Renné Rivas        | 21 de marzo de 2003 (22 años)    | 3    | 0     | Caracas                 |
|     | DEF  | Rafael Uzcátegui   | 4 de octubre de 2004 (20 años)   | 3    | 0     | Mineros de Guayana      |
|     | DEF  | Andry Vera         | 5 de noviembre de 2003 (21 años) | 0    | 0     | Mineros de Guayana      |
|     |      |                    |                                  |      |       |                         |
|     | MED  | Wikelman Carmona   | 24 de febrero de 2003 (22 años)  | 0    | 0     | New York Red Bulls      |
|     | MED  | César Da Silva     | 13 de febrero de 2004 (21 años)  | 0    | 0     | Universidad Central     |
|     | MED  | David Martínez     | 7 de febrero de 2006 (19 años)   | 0    | 0     | Monagas                 |
|     | MED  | Bryant Ortega      | 28 de febrero de 2003 (22 años)  | 3    | 0     | Caracas                 |
|     | MED  | Andrés Romero      | 7 de marzo de 2003 (22 años)     | 2    | 0     | Monagas                 |
|     | MED  | Emerson Ruíz       | 1 de marzo de 2003 (22 años)     | 0    | 0     | Mineros de Guayana      |
|     | MED  | Maicol Ruíz        | 3 de julio de 2003 (22 años)     | 3    | 0     | Hermanos Colmenárez     |
|     | MED  | Telasco Segovia    | 2 de abril de 2003 (22 años)     | 0    | 0     | Sampdoria               |
|     |      |                    |                                  |      |       |                         |
|     | DEL  | Brayan Alcócer     | 17 de agosto de 2003 (21 años)   | 2    | 0     | Mineros de Guayana      |
|     | DEL  | Yerson Chacón      | 4 de enero de 2003 (22 años)     | 3    | 1     | Deportivo Táchira       |
|     | DEL  | Néstor Jiménez     | 8 de abril de 2003 (22 años)     | 0    | 0     | Caracas                 |
|     | DEL  | Kevin Kelsy        | 27 de julio de 2004 (21 años)    | 3    | 2     | Shajtar Donetsk         |
|     | DEL  | Lewuis Peña        | 7 de abril de 2004 (21 años)     | 0    | 0     | Zulia                   |
|     | DEL  | José Riasco        | 2 de febrero de 2004 (21 años)   | 0    | 0     | Philadelphia Union II   |

### Cuerpo técnico
| Puesto                 | Nombre              |
| ---------------------- | ------------------- |
| General gerente        | Luis Gimenez        |
| Seleccionador          | Oswaldo Vizcarrondo |
| Asistente técnico      | Jedilson Yanez      |
| Asistente técnico      | Mario Rondon        |
| Preparador físico      | Hugo Rodriguez      |
| Preparador de arqueros | Nahuel Vega         |

## Estadísticas

### Copa Mundial de Fútbol Sub-20
| Año   | Ronda            | Posición     | PJ           | PG           | PE           | PP           | GF           | GC           | Goleador                       |
| ----- | ---------------- | ------------ | ------------ | ------------ | ------------ | ------------ | ------------ | ------------ | ------------------------------ |
| 1977  | No clasificó     | No clasificó | No clasificó | No clasificó | No clasificó | No clasificó | No clasificó | No clasificó | No clasificó                   |
| 1979  | No clasificó     | No clasificó | No clasificó | No clasificó | No clasificó | No clasificó | No clasificó | No clasificó | No clasificó                   |
| 1981  | No clasificó     | No clasificó | No clasificó | No clasificó | No clasificó | No clasificó | No clasificó | No clasificó | No clasificó                   |
| 1983  | No clasificó     | No clasificó | No clasificó | No clasificó | No clasificó | No clasificó | No clasificó | No clasificó | No clasificó                   |
| 1985  | No clasificó     | No clasificó | No clasificó | No clasificó | No clasificó | No clasificó | No clasificó | No clasificó | No clasificó                   |
| 1987  | No clasificó     | No clasificó | No clasificó | No clasificó | No clasificó | No clasificó | No clasificó | No clasificó | No clasificó                   |
| 1989  | No clasificó     | No clasificó | No clasificó | No clasificó | No clasificó | No clasificó | No clasificó | No clasificó | No clasificó                   |
| 1991  | No clasificó     | No clasificó | No clasificó | No clasificó | No clasificó | No clasificó | No clasificó | No clasificó | No clasificó                   |
| 1993  | No clasificó     | No clasificó | No clasificó | No clasificó | No clasificó | No clasificó | No clasificó | No clasificó | No clasificó                   |
| 1995  | No clasificó     | No clasificó | No clasificó | No clasificó | No clasificó | No clasificó | No clasificó | No clasificó | No clasificó                   |
| 1997  | No clasificó     | No clasificó | No clasificó | No clasificó | No clasificó | No clasificó | No clasificó | No clasificó | No clasificó                   |
| 1999  | No clasificó     | No clasificó | No clasificó | No clasificó | No clasificó | No clasificó | No clasificó | No clasificó | No clasificó                   |
| 2001  | No clasificó     | No clasificó | No clasificó | No clasificó | No clasificó | No clasificó | No clasificó | No clasificó | No clasificó                   |
| 2003  | No clasificó     | No clasificó | No clasificó | No clasificó | No clasificó | No clasificó | No clasificó | No clasificó | No clasificó                   |
| 2005  | No clasificó     | No clasificó | No clasificó | No clasificó | No clasificó | No clasificó | No clasificó | No clasificó | No clasificó                   |
| 2007  | No clasificó     | No clasificó | No clasificó | No clasificó | No clasificó | No clasificó | No clasificó | No clasificó | No clasificó                   |
| 2009  | Octavos de final | 12.°         | 4            | 2            | 0            | 2            | 10           | 5            | Del Valle y Rondón: 4          |
| 2011  | No clasificó     | No clasificó | No clasificó | No clasificó | No clasificó | No clasificó | No clasificó | No clasificó | No clasificó                   |
| 2013  | No clasificó     | No clasificó | No clasificó | No clasificó | No clasificó | No clasificó | No clasificó | No clasificó | No clasificó                   |
| 2015  | No clasificó     | No clasificó | No clasificó | No clasificó | No clasificó | No clasificó | No clasificó | No clasificó | No clasificó                   |
| 2017  | Subcampeón       | 2.°          | 7            | 5            | 1            | 1            | 14           | 3            | Córdova: 4                     |
| 2019  | No clasificó     | No clasificó | No clasificó | No clasificó | No clasificó | No clasificó | No clasificó | No clasificó | No clasificó                   |
| 2023  | No clasificó     | No clasificó | No clasificó | No clasificó | No clasificó | No clasificó | No clasificó | No clasificó | No clasificó                   |
| 2025  | No clasificó     | No clasificó | No clasificó | No clasificó | No clasificó | No clasificó | No clasificó | No clasificó | No clasificó                   |
| Total | 2/24             | 33.°         | 11           | 7            | 1            | 3            | 24           | 8            | Del Valle, Rondón y Córdova: 4 |

### Campeonato Sudamericano Sub-20
| Año   | Ronda        | Posición     | PJ           | PG           | PE           | PP           | GF           | GC           | Goleador                        |
| ----- | ------------ | ------------ | ------------ | ------------ | ------------ | ------------ | ------------ | ------------ | ------------------------------- |
| 1954  | Fase final   | 3.°          | 3            | 1            | 0            | 2            | 3            | 6            | Bustamante, Bello y Palacios: 1 |
| 1958  | Liguilla     | 6.°          | 5            | 0            | 2            | 3            | 6            | 17           | Casado y Serrat: 2              |
| 1964  | Liguilla     | 7.°          | 6            | 0            | 3            | 3            | 3            | 6            | Naranjo, Suárez y Ghersi: 1     |
| 1967  | Primera fase | 9.°          | 3            | 1            | 0            | 2            | 4            | 8            | Iriarte: 2                      |
| 1971  | Primera fase | 6.°          | 4            | 1            | 2            | 1            | 7            | 10           | Ravelo: 3                       |
| 1974  | Primera fase | 5.°          | 4            | 2            | 1            | 1            | 7            | 7            | González: 2                     |
| 1975  | No participó | No participó | No participó | No participó | No participó | No participó | No participó | No participó | No participó                    |
| 1977  | Primera fase | 8.°          | 4            | 0            | 2            | 2            | 1            | 5            | Russo: 1                        |
| 1979  | No participó | No participó | No participó | No participó | No participó | No participó | No participó | No participó | No participó                    |
| 1981  | Primera fase | 9.°          | 3            | 0            | 0            | 3            | 1            | 12           | Capasso: 1                      |
| 1983  | Primera fase | 10.°         | 4            | 1            | 0            | 3            | 2            | 14           | Peña y Pérez: 1                 |
| 1985  | Primera fase | 10.°         | 4            | 0            | 1            | 3            | 1            | 12           | Bolaños: 1                      |
| 1987  | No participó | No participó | No participó | No participó | No participó | No participó | No participó | No participó | No participó                    |
| 1988  | Primera fase | 11.°         | 5            | 0            | 0            | 5            | 3            | 12           | Miranda: 2                      |
| 1991  | Primera fase | 8.°          | 4            | 1            | 0            | 3            | 7            | 17           | Rivas: 3                        |
| 1992  | No participó | No participó | No participó | No participó | No participó | No participó | No participó | No participó | No participó                    |
| 1995  | Primera fase | 9.°          | 4            | 0            | 0            | 4            | 2            | 10           | Castellín y Domínguez: 1        |
| 1997  | Fase final   | 5.°          | 9            | 3            | 2            | 4            | 16           | 26           | Noriega: 7                      |
| 1999  | Primera fase | 7.°          | 4            | 1            | 0            | 3            | 5            | 14           | Arango: 2                       |
| 2001  | Primera fase | 10.°         | 4            | 0            | 2            | 2            | 4            | 7            | Arismendi: 2                    |
| 2003  | Primera fase | 8.°          | 4            | 1            | 0            | 3            | 1            | 4            | Estévez: 1                      |
| 2005  | Fase final   | 6.°          | 9            | 1            | 1            | 7            | 9            | 17           | Ramírez: 3                      |
| 2007  | Primera fase | 9.°          | 4            | 1            | 0            | 3            | 3            | 11           | Antón: 2                        |
| 2009  | Fase final   | 4.°          | 9            | 3            | 4            | 2            | 11           | 12           | Rondón: 3                       |
| 2011  | Primera fase | 9.°          | 4            | 0            | 3            | 1            | 4            | 6            | Orozco: 2                       |
| 2013  | Primera fase | 9.°          | 4            | 1            | 1            | 2            | 3            | 4            | Martínez: 2                     |
| 2015  | Primera fase | 8.°          | 4            | 1            | 0            | 3            | 1            | 5            | Moreno: 1                       |
| 2017  | Fase final   | 3.°          | 9            | 2            | 5            | 2            | 9            | 7            | Soteldo: 3                      |
| 2019  | Fase final   | 6.°          | 9            | 4            | 1            | 4            | 8            | 12           | Sosa, Vargas y Hurtado: 2       |
| 2023  | Fase final   | 5.°          | 9            | 2            | 2            | 5            | 6            | 15           | Alcócer: 5                      |
| 2025  | Primera fase | 7.°          | 4            | 2            | 0            | 2            | 6            | 3            | Andrade: 2                      |
| Total | 26/31        | 9.°          | 139          | 29           | 32           | 78           | 141          | 289          | Noriega: 7                      |

### Juegos Suramericanos
| Año   | Ronda                                | Posición                             | PJ                                   | PG                                   | PE                                   | PP                                   | GF                                   | GC                                   | Goleador                             |
| ----- | ------------------------------------ | ------------------------------------ | ------------------------------------ | ------------------------------------ | ------------------------------------ | ------------------------------------ | ------------------------------------ | ------------------------------------ | ------------------------------------ |
| 1978  | No participó                         | No participó                         | No participó                         | No participó                         | No participó                         | No participó                         | No participó                         | No participó                         | No participó                         |
| 1982  | No participó                         | No participó                         | No participó                         | No participó                         | No participó                         | No participó                         | No participó                         | No participó                         | No participó                         |
| 1986  | Primera fase                         | 10.°                                 | 2                                    | 0                                    | 0                                    | 2                                    | 1                                    | 8                                    | Contreras: 1 (a.g.)                  |
| 1990  | No participó                         | No participó                         | No participó                         | No participó                         | No participó                         | No participó                         | No participó                         | No participó                         | No participó                         |
| 1994  | Solo participaron selecciones sub-17 | Solo participaron selecciones sub-17 | Solo participaron selecciones sub-17 | Solo participaron selecciones sub-17 | Solo participaron selecciones sub-17 | Solo participaron selecciones sub-17 | Solo participaron selecciones sub-17 | Solo participaron selecciones sub-17 | Solo participaron selecciones sub-17 |
| 2010  | Solo participaron selecciones sub-17 | Solo participaron selecciones sub-17 | Solo participaron selecciones sub-17 | Solo participaron selecciones sub-17 | Solo participaron selecciones sub-17 | Solo participaron selecciones sub-17 | Solo participaron selecciones sub-17 | Solo participaron selecciones sub-17 | Solo participaron selecciones sub-17 |
| 2014  | Solo participaron selecciones sub-17 | Solo participaron selecciones sub-17 | Solo participaron selecciones sub-17 | Solo participaron selecciones sub-17 | Solo participaron selecciones sub-17 | Solo participaron selecciones sub-17 | Solo participaron selecciones sub-17 | Solo participaron selecciones sub-17 | Solo participaron selecciones sub-17 |
| 2018  | Primera fase                         | 5.°                                  | 3                                    | 1                                    | 0                                    | 2                                    | 4                                    | 4                                    | Herrera: 3                           |
| 2022  | Primera fase                         | 5.°                                  | 3                                    | 1                                    | 1                                    | 1                                    | 4                                    | 4                                    | Kelsy: 2                             |
| Total | 3/6                                  | -                                    | 8                                    | 2                                    | 1                                    | 5                                    | 9                                    | 16                                   | Herrera: 3                           |

### Juegos Centroamericanos y del Caribe
| Año   | Ronda                                   | Posición                                | PJ                                      | PG                                      | PE                                      | PP                                      | GF                                      | GC                                      | Goleador                                |
| ----- | --------------------------------------- | --------------------------------------- | --------------------------------------- | --------------------------------------- | --------------------------------------- | --------------------------------------- | --------------------------------------- | --------------------------------------- | --------------------------------------- |
| 1926  | No hubo competición de fútbol           | No hubo competición de fútbol           | No hubo competición de fútbol           | No hubo competición de fútbol           | No hubo competición de fútbol           | No hubo competición de fútbol           | No hubo competición de fútbol           | No hubo competición de fútbol           | No hubo competición de fútbol           |
| 1930  | Solo participaron selecciones absolutas | Solo participaron selecciones absolutas | Solo participaron selecciones absolutas | Solo participaron selecciones absolutas | Solo participaron selecciones absolutas | Solo participaron selecciones absolutas | Solo participaron selecciones absolutas | Solo participaron selecciones absolutas | Solo participaron selecciones absolutas |
| 1935  | Solo participaron selecciones absolutas | Solo participaron selecciones absolutas | Solo participaron selecciones absolutas | Solo participaron selecciones absolutas | Solo participaron selecciones absolutas | Solo participaron selecciones absolutas | Solo participaron selecciones absolutas | Solo participaron selecciones absolutas | Solo participaron selecciones absolutas |
| 1938  | Solo participaron selecciones absolutas | Solo participaron selecciones absolutas | Solo participaron selecciones absolutas | Solo participaron selecciones absolutas | Solo participaron selecciones absolutas | Solo participaron selecciones absolutas | Solo participaron selecciones absolutas | Solo participaron selecciones absolutas | Solo participaron selecciones absolutas |
| 1946  | Solo participaron selecciones absolutas | Solo participaron selecciones absolutas | Solo participaron selecciones absolutas | Solo participaron selecciones absolutas | Solo participaron selecciones absolutas | Solo participaron selecciones absolutas | Solo participaron selecciones absolutas | Solo participaron selecciones absolutas | Solo participaron selecciones absolutas |
| 1950  | Solo participaron selecciones absolutas | Solo participaron selecciones absolutas | Solo participaron selecciones absolutas | Solo participaron selecciones absolutas | Solo participaron selecciones absolutas | Solo participaron selecciones absolutas | Solo participaron selecciones absolutas | Solo participaron selecciones absolutas | Solo participaron selecciones absolutas |
| 1954  | Solo participaron selecciones absolutas | Solo participaron selecciones absolutas | Solo participaron selecciones absolutas | Solo participaron selecciones absolutas | Solo participaron selecciones absolutas | Solo participaron selecciones absolutas | Solo participaron selecciones absolutas | Solo participaron selecciones absolutas | Solo participaron selecciones absolutas |
| 1959  | Solo participaron selecciones absolutas | Solo participaron selecciones absolutas | Solo participaron selecciones absolutas | Solo participaron selecciones absolutas | Solo participaron selecciones absolutas | Solo participaron selecciones absolutas | Solo participaron selecciones absolutas | Solo participaron selecciones absolutas | Solo participaron selecciones absolutas |
| 1962  | Solo participaron selecciones absolutas | Solo participaron selecciones absolutas | Solo participaron selecciones absolutas | Solo participaron selecciones absolutas | Solo participaron selecciones absolutas | Solo participaron selecciones absolutas | Solo participaron selecciones absolutas | Solo participaron selecciones absolutas | Solo participaron selecciones absolutas |
| 1966  | Solo participaron selecciones absolutas | Solo participaron selecciones absolutas | Solo participaron selecciones absolutas | Solo participaron selecciones absolutas | Solo participaron selecciones absolutas | Solo participaron selecciones absolutas | Solo participaron selecciones absolutas | Solo participaron selecciones absolutas | Solo participaron selecciones absolutas |
| 1970  | Solo participaron selecciones absolutas | Solo participaron selecciones absolutas | Solo participaron selecciones absolutas | Solo participaron selecciones absolutas | Solo participaron selecciones absolutas | Solo participaron selecciones absolutas | Solo participaron selecciones absolutas | Solo participaron selecciones absolutas | Solo participaron selecciones absolutas |
| 1974  | Solo participaron selecciones absolutas | Solo participaron selecciones absolutas | Solo participaron selecciones absolutas | Solo participaron selecciones absolutas | Solo participaron selecciones absolutas | Solo participaron selecciones absolutas | Solo participaron selecciones absolutas | Solo participaron selecciones absolutas | Solo participaron selecciones absolutas |
| 1978  | Solo participaron selecciones absolutas | Solo participaron selecciones absolutas | Solo participaron selecciones absolutas | Solo participaron selecciones absolutas | Solo participaron selecciones absolutas | Solo participaron selecciones absolutas | Solo participaron selecciones absolutas | Solo participaron selecciones absolutas | Solo participaron selecciones absolutas |
| 1982  | Solo participaron selecciones absolutas | Solo participaron selecciones absolutas | Solo participaron selecciones absolutas | Solo participaron selecciones absolutas | Solo participaron selecciones absolutas | Solo participaron selecciones absolutas | Solo participaron selecciones absolutas | Solo participaron selecciones absolutas | Solo participaron selecciones absolutas |
| 1986  | Solo participaron selecciones absolutas | Solo participaron selecciones absolutas | Solo participaron selecciones absolutas | Solo participaron selecciones absolutas | Solo participaron selecciones absolutas | Solo participaron selecciones absolutas | Solo participaron selecciones absolutas | Solo participaron selecciones absolutas | Solo participaron selecciones absolutas |
| 1990  | Solo participaron selecciones sub-23    | Solo participaron selecciones sub-23    | Solo participaron selecciones sub-23    | Solo participaron selecciones sub-23    | Solo participaron selecciones sub-23    | Solo participaron selecciones sub-23    | Solo participaron selecciones sub-23    | Solo participaron selecciones sub-23    | Solo participaron selecciones sub-23    |
| 1993  | No participó                            | No participó                            | No participó                            | No participó                            | No participó                            | No participó                            | No participó                            | No participó                            | No participó                            |
| 1998  | Campeón                                 | 1.°                                     | 5                                       | 5                                       | 0                                       | 0                                       | 21                                      | 4                                       | Martínez y Cásseres: 5                  |
| 2002  | Cuartos de final                        | 5.°                                     | 3                                       | 1                                       | 1                                       | 1                                       | 4                                       | 2                                       | Maldonado: 2                            |
| 2006  | Subcampeón                              | 2.°                                     | 5                                       | 3                                       | 1                                       | 1                                       | 6                                       | 4                                       | Sin datos                               |
| 2010  | No hubo competición de fútbol           | No hubo competición de fútbol           | No hubo competición de fútbol           | No hubo competición de fútbol           | No hubo competición de fútbol           | No hubo competición de fútbol           | No hubo competición de fútbol           | No hubo competición de fútbol           | No hubo competición de fútbol           |
| 2014  | Subcampeón                              | 2.°                                     | 5                                       | 3                                       | 1                                       | 1                                       | 7                                       | 5                                       | Ponce: 4                                |
| 2018  | Subcampeón                              | 2.°                                     | 5                                       | 4                                       | 0                                       | 1                                       | 9                                       | 3                                       | Orozco: 3                               |
| 2023  | Solo participaron selecciones sub-22    | Solo participaron selecciones sub-22    | Solo participaron selecciones sub-22    | Solo participaron selecciones sub-22    | Solo participaron selecciones sub-22    | Solo participaron selecciones sub-22    | Solo participaron selecciones sub-22    | Solo participaron selecciones sub-22    | Solo participaron selecciones sub-22    |
| Total | 5/6                                     | -                                       | 23                                      | 16                                      | 3                                       | 4                                       | 47                                      | 14                                      | Martínez y Cásseres: 5                  |

### Juegos Bolivarianos
| Año   | Ronda                                   | Posición                                | PJ                                      | PG                                      | PE                                      | PP                                      | GF                                      | GC                                      | Goleador                                |
| ----- | --------------------------------------- | --------------------------------------- | --------------------------------------- | --------------------------------------- | --------------------------------------- | --------------------------------------- | --------------------------------------- | --------------------------------------- | --------------------------------------- |
| 1938  | Solo participaron selecciones absolutas | Solo participaron selecciones absolutas | Solo participaron selecciones absolutas | Solo participaron selecciones absolutas | Solo participaron selecciones absolutas | Solo participaron selecciones absolutas | Solo participaron selecciones absolutas | Solo participaron selecciones absolutas | Solo participaron selecciones absolutas |
| 1947  | Solo participaron selecciones absolutas | Solo participaron selecciones absolutas | Solo participaron selecciones absolutas | Solo participaron selecciones absolutas | Solo participaron selecciones absolutas | Solo participaron selecciones absolutas | Solo participaron selecciones absolutas | Solo participaron selecciones absolutas | Solo participaron selecciones absolutas |
| 1951  | Solo participaron selecciones absolutas | Solo participaron selecciones absolutas | Solo participaron selecciones absolutas | Solo participaron selecciones absolutas | Solo participaron selecciones absolutas | Solo participaron selecciones absolutas | Solo participaron selecciones absolutas | Solo participaron selecciones absolutas | Solo participaron selecciones absolutas |
| 1961  | Solo participaron selecciones absolutas | Solo participaron selecciones absolutas | Solo participaron selecciones absolutas | Solo participaron selecciones absolutas | Solo participaron selecciones absolutas | Solo participaron selecciones absolutas | Solo participaron selecciones absolutas | Solo participaron selecciones absolutas | Solo participaron selecciones absolutas |
| 1965  | Solo participaron selecciones absolutas | Solo participaron selecciones absolutas | Solo participaron selecciones absolutas | Solo participaron selecciones absolutas | Solo participaron selecciones absolutas | Solo participaron selecciones absolutas | Solo participaron selecciones absolutas | Solo participaron selecciones absolutas | Solo participaron selecciones absolutas |
| 1970  | Solo participaron selecciones absolutas | Solo participaron selecciones absolutas | Solo participaron selecciones absolutas | Solo participaron selecciones absolutas | Solo participaron selecciones absolutas | Solo participaron selecciones absolutas | Solo participaron selecciones absolutas | Solo participaron selecciones absolutas | Solo participaron selecciones absolutas |
| 1973  | Solo participaron selecciones absolutas | Solo participaron selecciones absolutas | Solo participaron selecciones absolutas | Solo participaron selecciones absolutas | Solo participaron selecciones absolutas | Solo participaron selecciones absolutas | Solo participaron selecciones absolutas | Solo participaron selecciones absolutas | Solo participaron selecciones absolutas |
| 1977  | Solo participaron selecciones absolutas | Solo participaron selecciones absolutas | Solo participaron selecciones absolutas | Solo participaron selecciones absolutas | Solo participaron selecciones absolutas | Solo participaron selecciones absolutas | Solo participaron selecciones absolutas | Solo participaron selecciones absolutas | Solo participaron selecciones absolutas |
| 1981  | Solo participaron selecciones absolutas | Solo participaron selecciones absolutas | Solo participaron selecciones absolutas | Solo participaron selecciones absolutas | Solo participaron selecciones absolutas | Solo participaron selecciones absolutas | Solo participaron selecciones absolutas | Solo participaron selecciones absolutas | Solo participaron selecciones absolutas |
| 1985  | No participó                            | No participó                            | No participó                            | No participó                            | No participó                            | No participó                            | No participó                            | No participó                            | No participó                            |
| 1993  | Solo participaron selecciones sub-17    | Solo participaron selecciones sub-17    | Solo participaron selecciones sub-17    | Solo participaron selecciones sub-17    | Solo participaron selecciones sub-17    | Solo participaron selecciones sub-17    | Solo participaron selecciones sub-17    | Solo participaron selecciones sub-17    | Solo participaron selecciones sub-17    |
| 1997  | Solo participaron selecciones sub-17    | Solo participaron selecciones sub-17    | Solo participaron selecciones sub-17    | Solo participaron selecciones sub-17    | Solo participaron selecciones sub-17    | Solo participaron selecciones sub-17    | Solo participaron selecciones sub-17    | Solo participaron selecciones sub-17    | Solo participaron selecciones sub-17    |
| 2001  | Solo participaron selecciones sub-17    | Solo participaron selecciones sub-17    | Solo participaron selecciones sub-17    | Solo participaron selecciones sub-17    | Solo participaron selecciones sub-17    | Solo participaron selecciones sub-17    | Solo participaron selecciones sub-17    | Solo participaron selecciones sub-17    | Solo participaron selecciones sub-17    |
| 2005  | Solo participaron selecciones sub-17    | Solo participaron selecciones sub-17    | Solo participaron selecciones sub-17    | Solo participaron selecciones sub-17    | Solo participaron selecciones sub-17    | Solo participaron selecciones sub-17    | Solo participaron selecciones sub-17    | Solo participaron selecciones sub-17    | Solo participaron selecciones sub-17    |
| 2009  | Solo participaron selecciones sub-17    | Solo participaron selecciones sub-17    | Solo participaron selecciones sub-17    | Solo participaron selecciones sub-17    | Solo participaron selecciones sub-17    | Solo participaron selecciones sub-17    | Solo participaron selecciones sub-17    | Solo participaron selecciones sub-17    | Solo participaron selecciones sub-17    |
| 2013  | Solo participaron selecciones sub-17    | Solo participaron selecciones sub-17    | Solo participaron selecciones sub-17    | Solo participaron selecciones sub-17    | Solo participaron selecciones sub-17    | Solo participaron selecciones sub-17    | Solo participaron selecciones sub-17    | Solo participaron selecciones sub-17    | Solo participaron selecciones sub-17    |
| 2017  | Solo participaron selecciones sub-17    | Solo participaron selecciones sub-17    | Solo participaron selecciones sub-17    | Solo participaron selecciones sub-17    | Solo participaron selecciones sub-17    | Solo participaron selecciones sub-17    | Solo participaron selecciones sub-17    | Solo participaron selecciones sub-17    | Solo participaron selecciones sub-17    |
| 2022  | Solo participaron selecciones sub-17    | Solo participaron selecciones sub-17    | Solo participaron selecciones sub-17    | Solo participaron selecciones sub-17    | Solo participaron selecciones sub-17    | Solo participaron selecciones sub-17    | Solo participaron selecciones sub-17    | Solo participaron selecciones sub-17    | Solo participaron selecciones sub-17    |
| 2024  | Por definir                             | Por definir                             | Por definir                             | Por definir                             | Por definir                             | Por definir                             | Por definir                             | Por definir                             | Por definir                             |
| 2025  | Por definir                             | Por definir                             | Por definir                             | Por definir                             | Por definir                             | Por definir                             | Por definir                             | Por definir                             | Por definir                             |
| Total | 0/1                                     | -                                       | -                                       | -                                       | -                                       | -                                       | -                                       | -                                       | -                                       |

## Entrenadores
| - Gregorio Gómez 1967-1971 - Sixto Soler 1974 - Manuel Plasencia 1976-1983 - Horacio Gil 1983 - Manuel Plasencia 1988 - Lino Alonso 1998 - Richard Páez 2003 - Nelson Carrero 2006-2007 - César Farías 2009 - Marcos Mathías 2011-2013 - Miguel Ángel Echenausi 2014-2015 - Rafael Dudamel 2015-2019 - José Hernández 2019-2021 - Fabricio Coloccini 2022-23 - Ricardo Valiño 2023-2025 - Oswaldo Vizcarrondo 2025- |

## Palmarés
- Copa Mundial de Fútbol Sub-20:
  -  Subcampeón (1): 2017.[3]
- Campeonato Sudamericano de Fútbol Sub-20:
  -  Tercer lugar (2): 1954[7] y 2017.[8]
- Juegos Centroamericanos y del Caribe
  -  Medalla de oro (1): 1998.
  -  Medalla de plata (3): 2006, 2014 y 2018.